# Paralabidochromis victoriae
Paralabidochromis victoriae – gatunek słodkowodnej ryby z rodziny pielęgnicowatych (Cichlidae), jedyny przedstawiciel rodzaju Paralabidochromis, blisko spokrewniony z przedstawicielami rodzaju Haplochromis i przez niektórych autorów w nim klasyfikowany. Nie ma znaczenia gospodarczego.

## Występowanie
Gatunek endemiczny Jeziora Wiktorii w Afryce. Występuje nad piaszczystym dnem strefy przybrzeżnej. Dokładniejszy zasięg występowania oraz obecny stan populacji tego gatunku nie są znane.

## Opis
Osiąga w naturze do około 7 cm długości. Jego ekologia pozostaje słabo poznana.